# Mireille Havet
Mireille Havet (1898-1932), escriptora francesa nascuda a Médan el 4 d'octubre de 1898 i morta a Montana (Suïssa), el 21 de març de 1932.

## Biografia
Filla d'Henri Havet, pintor post-impressionista i Léoncine Havet, una parella burgesa, cultivada i amant dels llibres i de les arts, que es relacionava amb artistes, poetes, feministes i intel·lectuals.
La jove Mireille llegeix escriptors francesos com Baudelaire, Pierre Louÿs, Renée Vivien, André Gide, Colette, Paul Claudel, però també escriptors anglòfons com Walt Whitman i Oscar Wilde, al qual admirava profundament.
Philippe i Hélène Berthelot la introdueixen al seu cercle artístic-literari, freqüentat per personalitats com Guillaume Apollinaire, André Gide, Jean Cocteau i Colette. Entre la novel·lista i el matrimoni Berthelot la presentaren a la cèlebre salonnière nord-americana Natalie Clifford Barney, que la feu entrar al seu saló parisenc de la rue Jacob així com al de la seva compatriota, la pintora Romaine Brooks. Mireille Havet no amagava la seva homosexualitat i considerava les expatriades nord-americanes, que vivien obertament el seu lesbianisme a París, unes nenes de bona família.
Guillaume Apollinaire, mentor i amic seu, li publicà l'any 1913, en la seva revista "Soirées de Paris", uns poemes i un conte, que més tard foren editats amb un prefaci de Colette. Apollinaire l'anomenà "la petita poeta", cosa que la convertí en una nena prodigi de la literatura.
Quan tot just tenia quinze anys, perdé el seu pare i cinc anys més tard, el seu antic mentor, Guillaume Apollinaire. Malgrat el trasbals emocional d'aquestes dues morts tan significatives, aconseguí de publicar l'any 1923 "Carnaval", una novel·la aclamada per André Gide.
Mentre la capital francesa celebra eufòrica l'Armistici que posava fi a la Primera Guerra Mundial, Mireille se sent sola i esmaperduda: ha perdut les ganes i la voluntat de viure a causa de la mort de diversos amics durant la guerra mundial.
A partir d'aquest moment, la "petita poeta" abandonà els estudis i trià viure la vida intensament, en lloc de treballar per ajudar la família. Tal com confessa al seu Diari, es convertí en l'amant de dones adinerades, que contribuïen a mantenir-la. És la cara oposada de la dona emancipada dels feliços anys vint. Detestava la seva imatge de poeta prodigi, però alhora se'n serveix per flirtejar en els salons parisencs, coneguts per la seva llibertat sexual.
Mireille Havet morí l'any 1932, als 33 anys, empobrida i malalta de tuberculosi al sanatori suís de Montana, on havia ingressat per desintoxicar-se de les drogues per darrera vegada.

## Edicions actuals
- Carnaval, edició a cura de Claire Paulhan, editorial Claire Paulhan, col·lecció « Pour mémoire », 2005, pàg. 239 (ISBN 2-912222-22-2)
- Correspondance: 1913-1917, amb Guillaume Apollinaire, edició a cura de Dominique Tiry, publicada per Centre d' étude du XXe siècle, Université Paul-Valéry, 2000, pàg. 127 (ISBN 2-84269-412-0))
- Journal, editorial Claire Paulhan, 2003-2010, edició general a cura de Pierre Plateau :
  - Journal 1918-1919 : « Le monde entier vous tire par le milieu du ventre », edició a cura de Dominique Tiry, col·lecció « Tiré-à-part », 2003, pàg. 254 (ISBN 2-912222-18-4)
  - Journal 1919-1924 : « Aller droit à l'enfer, par le chemin même qui le fait oublier », edició a cura de Dominique Tiry, Pierre Plateau i Claire Paulhan, pròleg de Béatrice Leca, col·lecció « Pour mémoire », 2005, pàg. 533 (ISBN 2-912222-21-4)
  - Journal 1924-1927 : « C'était l'enfer et ses flammes et ses entailles », edició a cura de Dominique Tiry, amb la col·laboració de Roland Aeschimann, Claire Paulhan i Pierre Plateau, pròleg de Laure Murat, col·lecció « Pour mémoire », 2008, pàg. 445 (ISBN 978-2-912222-28-2)
  - Journal 1927-1928 : « Héroïne, cocaïne ! La nuit s'avance », edició a cura de Claire Paulhan, ami l'ajuda de Pierre Plateau i Dominique Tiry, pròleg de Patrick Kéchichian, col·lecció « Pour mémoire », pàg. 350, 2010 (ISBN 978-2-912222-33-6)